# Porsa
Porsa là một thành phố và khu đô thị của quận Morena thuộc bang Madhya Pradesh, Ấn Độ.

## Địa lý
Porsa có vị trí 26°40′B 78°22′Đ / 26,67°B 78,37°Đ Nó có độ cao trung bình là 154 mét (505 feet).

## Nhân khẩu
Theo điều tra dân số năm 2001 của Ấn Độ, Porsa có dân số 33.097 người. Phái nam chiếm 54% tổng số dân và phái nữ chiếm 46%. Porsa có tỷ lệ 66% biết đọc biết viết, cao hơn tỷ lệ trung bình toàn quốc là 59,5%: tỷ lệ cho phái nam là 75%, và tỷ lệ cho phái nữ là 56%. Tại Porsa, 17% dân số nhỏ hơn 6 tuổi.